# Eurytoma adenophorae
Eurytoma adenophorae är en stekelart som beskrevs av Zerova 1993. Eurytoma adenophorae ingår i släktet Eurytoma och familjen kragglanssteklar. Inga underarter finns listade i Catalogue of Life.